# Ukena (Adelsgeschlecht)

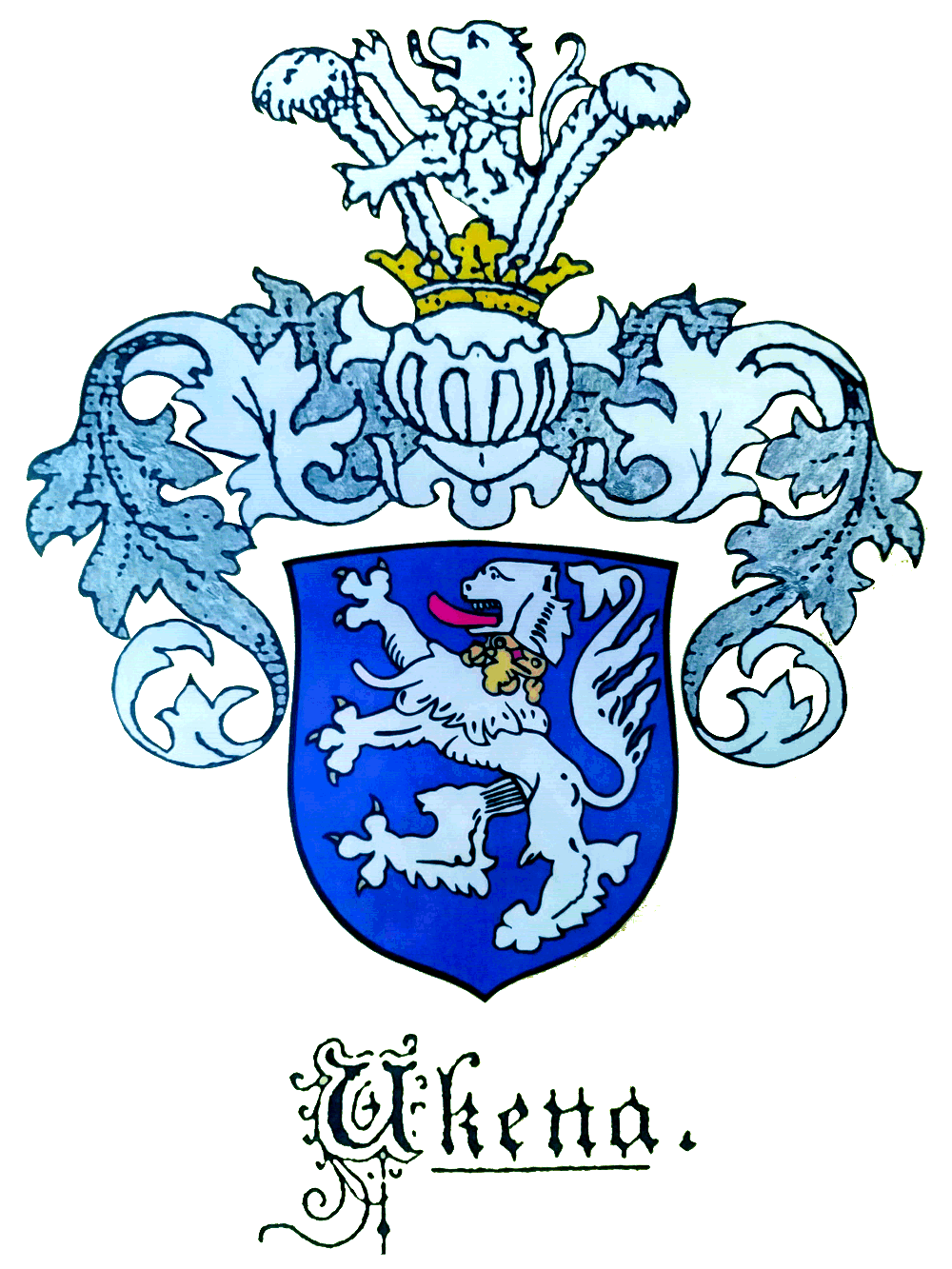
Stammwappen der Ukena

Die Ukena waren ein mächtiges ostfriesisches Häuptlingsgeschlecht und beherrschten im 15. Jahrhundert nahezu ganz Ostfriesland sowie Teile der heutigen Niederlande. Ihren Ursprung haben die Ukena im Geschlecht der Ripperda, ihre Stammburg stand in Edermoor (Leer). Teile der Familie leben heute noch in Ostfriesland.

## Ursprung
Erste urkundliche Erwähnung fanden die Ukena mit Beno Ukena Häuptling von Neermoor Anfang des 13. Jahrhunderts. Fortan stellten die Ukena mehrere Generationen von Häuptlingen in weiten Teilen Ostfrieslands. In Edermoor (Neermoor) standen die zwei Stammburgen der Familie, die Anfang des 14. Jahrhunderts ihren Stammsitz nach Leer (Ostfriesland) verlegte. Hierdurch erlebte die Stadt einen erheblichen politischen und wirtschaftlichen Aufschwung.
Durch geschickte Heiratspolitik der Ukena sind sie mit nahezu allen ostfriesischen Häuptlingsfamilien eng und teilweise mehrfach verwandt sowie entfernt mit nahezu allen europäischen protestantischen Königshäusern. 
Mit der Heirat von Theda Ukena und Ulrich Cirksena gingen umfangreiche Machtansprüche und Besitztümer in die Ehe ein, da Theda Alleinerbin des Focko Ukena war. Daraufhin erhob Kaiser Friedrich III. beide in den erblichen Reichsgrafenstand über Ostfriesland. Ihre Nachkommen wurden später in den Reichsfürstenstand über Ostfriesland erhoben.

## Bedeutende Kriege
Zur Zeit der Herrschaft der Ukena wurden zahlreiche Kriege zwischen den Häuptlingsfamilien sowie insbesondere gegen die Oldenburger, den Grafen von Holland sowie die Hanse geführt. In der Schlacht von Detern um 1426 schlug das Heer von Focko Ukena das bremerisch-oldenburgische Ritterheer mithin den Erzbischof von Bremen, die Grafen Oldenburg, Hoya, Diepholz und Tecklenburg. Erneut zog Focko Ukena 1427 bei der Schlacht auf den Wilden Äckern in den Krieg und besiegte den Häuptling Ocko II. tom Brok, die Grafen von Oldenburg und Holland sowie den Herzog von Bayern. Insbesondere durch den Sieg, die anschließende Gefangennahme sowie die Machtübernahme von Ocko II. tom Brok herrschte Focko Ukena nun über nahezu ganz Ostfriesland.
Aufgrund der zunehmenden Entmachtung sowie der Unterdrückung der übrigen Häuptlingsfamilien bildete sich der Freiheitsbund der Sieben Ostfrieslande (1430) unter Führung des Häuptlings Edzard Cirksena gegen Focko Ukena sowie seiner Söhne und seines Schwiegersohns Sibet von Rüstringen. Nach über halbjähriger Belagerung der Fockenburg floh Anführer Focko Ukena entmachtet auf sein Schloss in Dijkhuizen in den Ommenlanden. Sein Sohn Uko Fockena wurde ermordet.

## Münz- und Wappenrecht
Das Wappen der Ukena zeigt einen aufgerichteten silbernen Löwen. Die ältere Form des Wappens zeigt einen gekrönten Löwen und demonstriert damit die Herrschaft der Ukena über nahezu ganz Ostfriesland. Vermutlich erst mit dem Niedergang der Herrschaft des Focko Ukenas wurde das Wappen dahingehend modifiziert, dass der Löwe fortan mit symbolisch gestürzter Krone dargestellt wird.
Dem Wappenschild ist eine Ährenkrone aufgesetzt, die für die Fruchtbarkeit der beherrschten Gebiete steht. Das mittig aufgesetzte vierblättrige Kleeblatt zeigt den ursprünglichen Herrschaftsbereich der Ukena und verkörpert die vier Lande, namens des Moormer-, Oberledinger-, des Lengener- sowie des Rheiderlandes. Das Wappen der Häuptlingsfamilie wurde am 12. August 1952 durch das niedersächsische Innenministerium dem Landkreis Leer verliehen und mit der ersten Hauptsatzung des Kreises am 22. Oktober 1958 gebilligt. Als Teil des Ostfrieslandwappens, das zur Regierungszeit des Ur-Ur-Großenkels Theda Ukenas Graf Rudolf Christian entstand, ist das Wappen der Ukena mittig rechts neben den Wappen der anderen Herrschergeschlechter abgebildet.
Bereits Anfang des 13. Jahrhunderts wurden Münzen mit dem Abbild des Häuptlings Beno Ukena als allgemeines Zahlungsmittel geprägt. Fortan prägten die Ukenaschen Häuptlinge Münzen mit dem Löwenschild, die als Tausch- und Zahlungsmittel über das jeweilige Herrschaftsgebiet hinaus dienten. Das offizielle Münzrecht wurde jedoch erst im Zuge der Erhebung in den Reichsgrafenstand durch Friedrich III. verliehen. Die zur Häuptlingszeit geprägten Münzen behielten aber weiterhin Gültigkeit. Zu den verbreitetsten Münzen zählt der Krummstert, der aufgrund des „krummen Schwanzes“ des Löwen volkstümlich so genannt wurde.

## Burgen und Schlösser

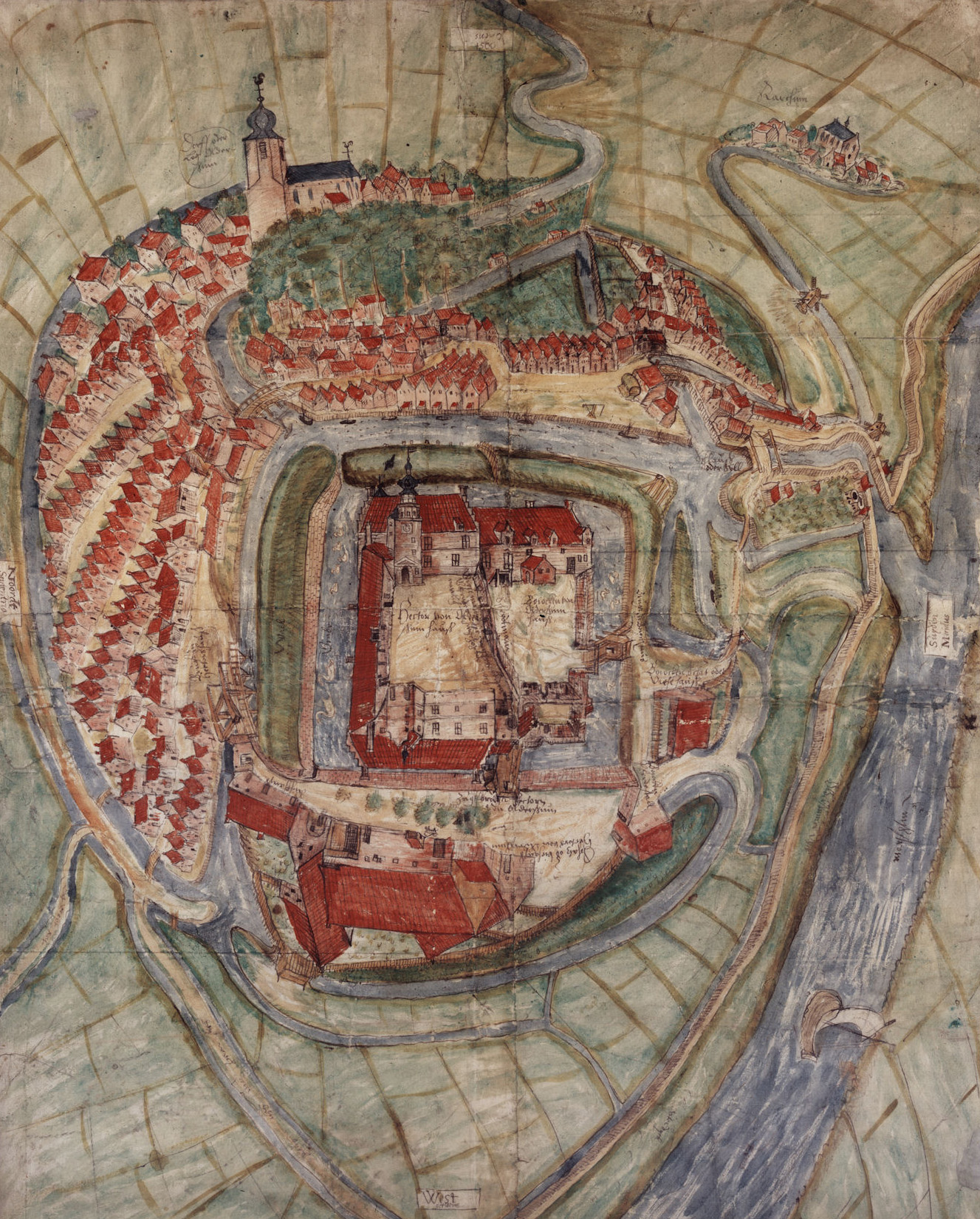
Burg Oldersum (1585)

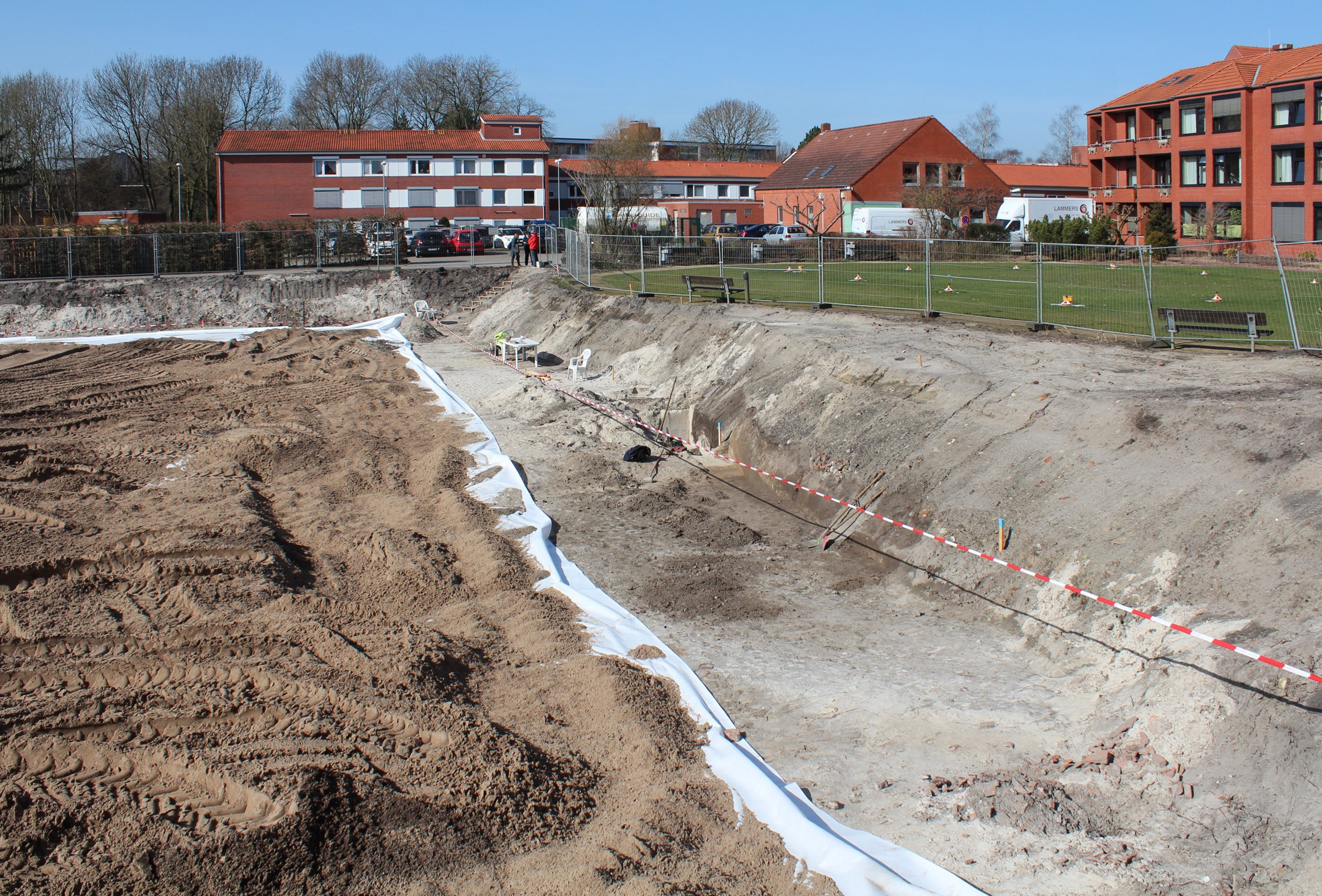
Ausgrabungsgelände der ehemaligen Fockenburg in Leer/Ostfriesland (2017)

Im Laufe der Herrschaft der Ukena fielen neben den zwei Stammburgen im Moormerland sowie der Fockenburg in Leer zahlreiche weitere Burgen und Schlösser in den Besitz der Ukena. Insbesondere durch die Eroberungskriege des Focko Ukena fielen neben weiten Teilen Ostfrieslands auch die Burg Oldersum und Aurich in seinen Besitz. In den Jahren ab 2014 wurden die Fundamente der Stammburg in Neermoor sowie der Fockenburg entdeckt und archäologisch untersucht.

## Bekannte Namensträger
- Beno Ukena, Häuptling von Neermoor
- Theda Ukena, Gräfin und Regentin von Ostfriesland
- Focko Ukena, Häuptling von Leer, Neermoor, Borkum, Aurich und Emden
- Uko Fockena Ukena, Häuptling von Oldersum
- Udo Fockena Ukena, Häuptling von Aurich und Norden